# Fall for You
Fall for You è il primo singolo estratto dal secondo album A Twist in My Story di Secondhand Serenade, pubblicato il 21 gennaio 2008.

## Descrizione
La canzone, prodotta da John Vesely (alias Secondhand Serenade) e Butch Walker e scritta da Vesely, è una ballata rock principalmente incentrata sull'uso del pianoforte. Il singolo ha venduto oltre due milioni di copie nei soli Stati Uniti, e ha ottenuto un enorme successo commerciale e mediattico. Parlando del successo avuto dal brano, John Vesely ha detto in un'intervista:

## Video musicale
Il videoclip per il brano è stato pubblicato il 28 gennaio 2008 sotto la direzione di Ryan Rickett. Mostra il cantante John Vesely vivere felice con la donna che ama. Lei però si accorge della sua titubanza, e pensando che non la ama veramente litiga con lui e si separano. Alla fine del video, però, torna da lui.

## Tracce
Testi e musiche di John Vesely.
1. Fall for You – 3:03

## Classifiche
| Classifica (2008)       | Posizione massima |
| ----------------------- | ----------------- |
| Australia               | 19                |
| Canada                  | 36                |
| Giappone                | 65                |
| Stati Uniti             | 21                |
| Stati Uniti (pop)       | 6                 |
| Stati Uniti (adult pop) | 12                |
| Stati Uniti (digital)   | 14                |
| Stati Uniti (radio)     | 27                |

| Classifica di fine anno (2008) | Posizione |
| ------------------------------ | --------- |
| Stati Uniti                    | 58        |
| Stati Uniti (pop)              | 26        |
| Stati Uniti (digital)          | 54        |